# Derek Décamps
Derek Décamps, né le 2 mai 1985 à Paris, est un footballeur professionnel français évoluant au poste de défenseur.
Il a joué un match en Coupe de l'UEFA avec le club de l'Aris Salonique.
Libre de tout contrat après son départ de l'Ajax Cape Town, il signe dans le club norvégien du FK Haugesund en 2011.
Son contrat avec le club norvégien prenant fin le  31 juillet 2012, il fait son retour en France au Angers SCO. En août 2013, il retourne au pays en prêt au Sarpsborg 08 FF. En janvier 2014, il signe en faveur du club norvégien de Sandnes Ulf. Il met un terme à sa carrière à l'issue de son contrat avec Sandnes Ulf.
Pour la saison 2016-2017, il devient entraîneur adjoint des U19 DHR de l'AS Cannes. Il co-entraîne ensuite les U17 DHR, avant de prendre en charge seul le groupe la saison suivante. Au terme de ces deux années, il est nommé entraîneur adjoint de l'équipe première le 14 juin 2019.